# Kaštel v Plášťovcích
Kaštel v Plášťovcích je kaštel v obci Plášťovce nedaleko města Šahy v okrese Levice, v Nitranském kraji.
Kaštel nedaleko kostela postavil generál Ferenc Palásthy na začátku 18. století. V té době se zde konalo župní shromáždění.
Celková rozloha včetně budovy, dvora, zahrady a parku byla 5,5–6 hektarů. Stavba vznikla v barokním stylu, ale v 19. století byl zrekonstruován klasicistním stylu.
Na jeho čelní straně je jasně viditelný erb rodu Palásthyů, umístěný ve středu trojúhelníkového výklenku.
Interiér budovy byl zrekonstruován koncem 20. století a od roku 2000 ji využívá církevní škola. Vnější rekonstrukce zámečku byla realizována v roce 2005. Jeho okolní areál slouží jako místo pro obecní hody a kulturní akce.